# Baillif
Baillif è un comune francese di 5 438 abitanti situato nel sud-ovest dell'isola di Basse-Terre e facente parte del dipartimento d'oltre mare di Guadalupa.
Prende il nome da uno dei primi abitanti della zona, Robert Bailiff, che vi tenne attività di commercio dal 1650 al 1700.